# العلاقات الرومانية المالطية
العلاقات الرومانية المالطية هي العلاقات الثنائية التي تجمع بين رومانيا ومالطا.

## مقارنة بين البلدين
هذه مقارنة عامة ومرجعية للدولتين:
| وجه المقارنة                                              | رومانيا                                                                               | مالطا                                                     |
| --------------------------------------------------------- | ------------------------------------------------------------------------------------- | --------------------------------------------------------- |
| المساحة (كم2)                                             | 238.40 ألف                                                                            | 316                                                       |
| عدد السكان (نسمة)                                         | 19.59 مليون                                                                           | 465.29 ألف                                                |
| الكثافة السكانية (ن./كم²)                                 | 82.17                                                                                 | 147.24 ألف                                                |
| العاصمة                                                   | بوخارست                                                                               | فاليتا                                                    |
| اللغة الرسمية                                             | اللغة الرومانية                                                                       | اللغة المالطية، لغة إنجليزية                              |
| العملة                                                    | ليو روماني                                                                            | يورو، ليرة مالطية                                         |
| الناتج المحلي الإجمالي (بليون دولار)                      | 211.80 مليار                                                                          | 12.54 مليار                                               |
| الناتج المحلي الإجمالي (تعادل القوة الشرائية) بليون دولار | 465.56 مليار                                                                          | 14.68 مليار                                               |
| الناتج المحلي الإجمالي الاسمي للفرد دولار أمريكي          | 9.47 ألف                                                                              | 22.60 ألف                                                 |
| الناتج المحلي الإجمالي للفرد دولار أمريكي                 | 23.63 ألف                                                                             |                                                           |
| مؤشر التنمية البشرية                                      | 0.793                                                                                 | 0.839                                                     |
| رمز المكالمات الدولي                                      | +40                                                                                   | +356                                                      |
| رمز الإنترنت                                              | .ro                                                                                   | .mt                                                       |
| المنطقة الزمنية                                           | ت ع م+02:00، ت ع م+03:00، أوروبا/بوخارست ‏، توقيت شرق أوروبا، توقيت شرق أوروبا الصيفي ‏ | توقيت وسط أوروبا، ت ع م+01:00، ت ع م+02:00، أوروبا/مالطا ‏ |

## مدن متوأمة
في ما يلي قائمة باتفاقيات التوأمة بين مدن رومانية ومالطية:
- ترتبط سيريت مع مارساسكالا باتفاقية توأمة.

## منظمات دولية مشتركة
يشترك البلدان في عضوية مجموعة من المنظمات الدولية، منها:
| علم المنظمة | اسم المنظمة                               | تاريخ انضمام رومانيا | تاريخ انضمام مالطا |
| ----------- | ----------------------------------------- | -------------------- | ------------------ |
|             | المنظمة الأوروبية لسلامة الملاحة الجوية   | 1996                 | 1989               |
|             | المنظمة الهيدروغرافية الدولية             | ?                    | ?                  |
|             | منظمة الشرطة الجنائية الدولية             | ?                    | ?                  |
|             | الاتحاد البريدي العالمي                   | ?                    | ?                  |
|             | منظمة التجارة العالمية                    | 1995                 | ?                  |
|             | الفريق المعني برصد الأرض                  | ?                    | ?                  |
|             | مجموعة الموردين النوويين                  | ?                    | ?                  |
|             | منظمة الأمن والتعاون في أوروبا            | 25 يونيو 1973        | 25 يونيو 1973      |
|             | مؤسسة التمويل الدولية                     | 23 سبتمبر 1990       | 1 يونيو 2005       |
|             | مجلس أوروبا                               | 7 أكتوبر 1993        | ?                  |
|             | منظمة حظر الأسلحة الكيميائية              | ?                    | ?                  |
|             | الأمم المتحدة                             | 14 ديسمبر 1955       | 1 ديسمبر 1964      |
|             | الاتحاد الدولي للاتصالات                  | 9 فبراير 1866        | 1965               |
|             | الاتحاد الأوروبي                          | 2007                 | 1 مايو 2004        |
|             | البنك الدولي للإنشاء والتعمير             | 15 ديسمبر 1972       | 26 سبتمبر 1983     |
|             | مجموعة أستراليا                           | 1995                 | 2004               |
|             | المركز الدولي لتسوية المنازعات الاستشارية | 12 أكتوبر 1975       | 3 ديسمبر 2003      |
|             | وكالة ضمان الاستثمار متعدد الأطراف        | 10 سبتمبر 1992       | 12 سبتمبر 1990     |
|             | يونسكو                                    | 27 يوليو 1956        | 10 فبراير 1965     |

## وصلات خارجية
- موقع وزارة الخارجية الرومانية
- موقع وزارة الخارجية المالطية